# Scogliera Moraine
La scogliera Moraine è una scogliera situata nella regione centro-occidentale della Dipendenza di Ross, nell'Antartide orientale. In particolare la scogliera, che arriva a circa 930 m s.l.m., si trova a nord del ghiacciaio Trepidation, sul lato orientale del ghiacciaio Skelton, e si distingue per una lunga striscia di materiale moranico che si estende verso sud dai piedi della scogliera lungo il fianco del flusso dello Skelton.

## Storia
La scogliera è stata mappata e così battezzata nel 1957 dai membri del reparto neozelandese della Spedizione Fuchs-Hillary, condotta dal 1956 al 1958. Il nome significa, in inglese, "morena".